# پرولوم
پرولوم (به صربی: Prolom) یک منطقهٔ مسکونی در صربستان است که در کورشوملیا واقع شده‌است. پرولوم ۱۸٫۱۷ کیلومتر مربع مساحت و ۱۳۱ نفر جمعیت دارد و ۷۱۷ متر بالاتر از سطح دریا واقع شده‌است.